# Saint-Samson-de-la-Roque
Saint-Samson-de-la-Roque es una localidad y comuna francesa situada en la región de Alta Normandía, departamento de Eure, en el distrito de Bernay y cantón de Quillebeuf-sur-Seine.

## Demografía
| 298 | 278 | 288 | 292 | 271 | 283 |
| Para los censos de 1962 a 1999 la población legal corresponde a la población sin duplicidades (Fuente: INSEE [Consultar]) |     |     |     |     |     |

## Administración

### Entidades intercomunales
Saint-Samson-de-la-Roque está integrada en la Communauté de communes de Quillebeuf sur Seine. Además forma parte de diversos sindicatos intercomunales para la prestación de diversos servicios públicos:
- S.A.E.P du Fond des Vaux
- Syndicat de l'électricité et du gaz de l'Eure (SIEGE)
- S.I.V.O.S de l'Estuaire

### Riesgos
La prefectura del departamento de Eure incluye la comuna en la previsión de riesgos mayores  por:
- Riesgo de inundaciones.
- Presencia de cavidades subterráneas.
- Riesgos derivados del transporte de mercancías peligrosas.
- Riesgos derivados de actividades industriales.